# 关中—天水经济区

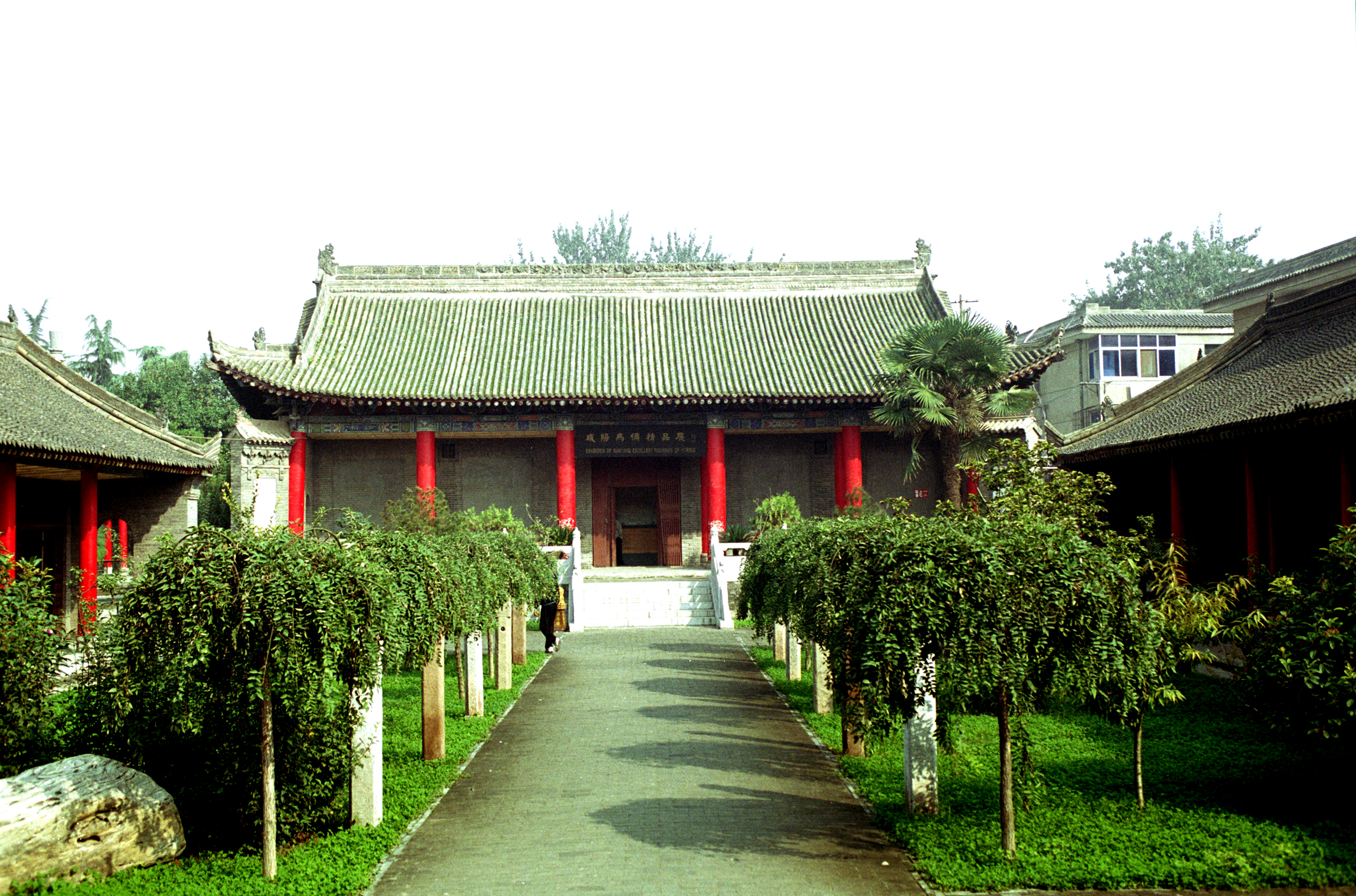
咸阳市

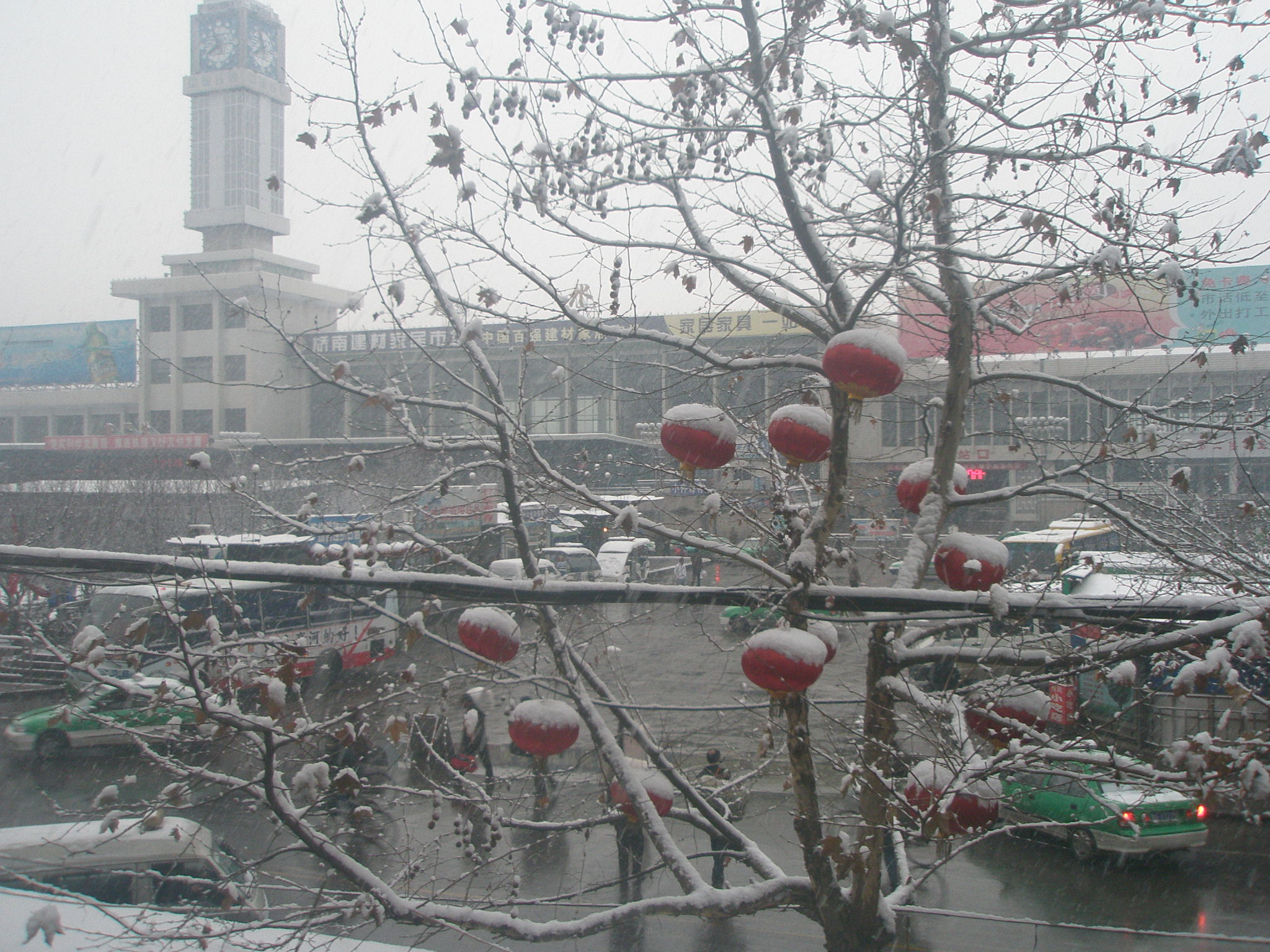
天水市

关中—天水经济区是指陕西省关中地区和甘肃省天水市所辖行政区域及其辐射地区；具体包括了陕西西安、渭南、咸阳、铜川、宝鸡、商洛部分县、杨凌农业高新技术产业示范区和甘肃省天水市；总面积6.96万平方公里，人口2842万；是一个建设中的经济区。
2009年6月25日，国务院新闻办公室召开新闻发布会，宣布国务院正式批准《关中—天水经济区发展规划》；标志着“关中—天水经济区”的诞生。

## 发展目标
- 到2020年，经济总量占西北地区比重超过三分之一。
- 建设以西安为中心的，统筹科技资源改革示范基地、新材料基地、新能源基地、先进制造业基地、现代农业高技术产业基地。
- 建设覆盖经济区的综合交通运输网络。
- 实现西咸经济一体化，将西安建设成国际现代化大都市。
- 建立覆盖城乡居民的基本医疗卫生体系和社会保障体系。
- 在经济区内，实现森林覆盖率47%以上，自然湿地保护率达到60%以上；资源消耗和环境污染显著降低，城镇污水、生活垃圾、工业固体废物基本实现无害化处理。

## 区域范围
关中—天水经济区实行“一核、一轴、三辐射”的空间发展框架体系。
- “一核”：即西安（咸阳）大都市，是经济区的核心。
- “一轴”：即宝鸡、铜川、渭南、商洛、杨凌、天水等次核心城市，依托陇海铁路和连霍高速公路，形成西部发达的城市群和产业集聚带。
- “三辐射”：即核心城市和次核心城市依托向外放射的交通干线，带动经济区南北两翼发展；其中，以包茂高速公路、西包铁路为轴线，向北辐射带动陕北延安、榆林等地区发展；以福银高速公路、宝鸡至平凉、天水至平凉等高速公路和西安至银川铁路为轴线，向西北辐射带动陇东平凉、庆阳等地区发展；以沪陕、西康、西汉等高速公路和宝成、西康、宁西铁路为依托，向南辐射带动陕南汉中、安康和甘肃陇南等地区发展。

## 重点产业
- 航空航天业。依托西安阎良国家航空高技术产业基地，重点发展大型运输机、涡桨支线飞机、通用飞机等主干产业。
- 装备制造业。以西安、咸阳、宝鸡、天水为集中布局区域，重点发展数控机床、汽车、特高压输变电设备、电子及通信设备、工程机械和特种专用设备、太阳能电池等产业。
- 资源加工业。其中，宝鸡重点发展铅锌、钛产业；渭南重点发展煤炭、化肥、钼精深加工等产业；铜川重点发展铝加工、建材、陶瓷等产业；商洛重点发展钼、钒等采冶加工和多晶硅等新型材料产业；天水以非金属矿产资源开发利用为重点，发展建材产业。
- 文化产业。发展临潼文化产业园区、曲江文化旅游产业园区、法门寺文化园区、西部影视基地、华夏始祖文化园等。
- 旅游产业。
- 现代服务业。发展现代物流业，加快西安国际港务区、咸阳空港产业园、宝鸡陈仓、商洛、天水秦州、麦积等重点物流园区项目建设；壮大金融、会展业，打造西安区域性金融中心地位。

## 基础设施
关中—天水经济区地处亚欧大陆桥中心，处于承东启西、联接南北的战略要地；多条铁路、公路、航线、管线在此交汇。

### 铁路
- 铁路干线：陇海线、宝成线、西康线、侯西线、包西线
- 铁路支线：宝中线、宁西线
- 客运专线：徐兰高速铁路、西成客运专线、大西客运专线
- 主要铁路枢纽：西安铁路枢纽
- 高速铁路车站：西安北站、渭南北站、华山北站、咸阳西站、宝鸡南站、东岔站、天水南站、秦安站
- 普速铁路车站：西安站、宝鸡站、咸阳站、渭南站、天水站、华山站、杨陵镇站

### 公路
- 国道： 211国道、 307国道、 312国道
- 国家高速公路： 京昆高速、 连霍高速、 沪陕高速、 包茂高速、 福银高速、 十天高速、 西安绕城高速
- 地区高速公路： 渭蒲高速公路
- 国家公路运输枢纽：西安、宝鸡、天水

### 航空
- 通航机场：西安咸阳国际机场、天水麦积山机场

### 管道
- 西气东输二线管道，即新疆—西安—广东输气管道